# Муртала Мухаммед
Муртала Рамат (Руфай) Мухаммед (англ. Murtala Ramat (Rufai) Mohammed; 8 листопада 1938, Кано — 13 лютого 1976, Лагос) — нігерійський полковник, президент Нігерії з 1975 по 1976 рік.

## Біографія
Народився в стародавньому місті Кано, де закінчив там школу. У 1957 році закінчив урядовий коледж в місті Заріа.
У 1958 році Мухаммед вступив до лав нігерійської армії. Зробив швидку кар'єру військового: від молодшого лейтенанта в 1961 до бригадного генерала в 1971 році. Проходив військову підготовку у Великій Британії, в тому числі в Сандгерсті, штабному училищі, училищі зв'язку в Каттеріке і спеціалізувався на військовому зв'язку. У званні лейтенанта в 1960–1962. брав участь в операції ООН в Конго під командуванням Джонсона Агуійі-Іронсі, майбутнього глави Нігерії. Потім служив в телекомунікаційному підрозділі поблизу столиці (його дядько, Альхаджі Інуа Вада, з 1965 року був військовим міністром Нігерії).
У січневому перевороті 1966 року грав пасивну роль. З квітня 1966 — інспектор зв'язку армії Нігерії в чині майора.
Був фактичним главою державного перевороту 29 липня 1966 року (спровокованого засиллям християн-ігбо у владних структурах та утисками сіверян), проте влада була передана Якубу Говону. Під час громадянської війни Мухаммед був командиром 2-ї дивізії, що активно діяла в Біафрі. У ході бойових дій його дивізія, не дочекавшись наведення мостів, з великими втратами з третьої спроби зуміла форсувати річку Нігер. У 1968 році у зв'язку з «некерованістю» і відмовами виконувати накази генерального штабу був відкликаний з командування дивізією, однак йому присвоюється звання полковника, і він призначається генеральним інспектором військ зв'язку. З 25 січня 1976 — міністр зв'язку.

## Президент Нігерії

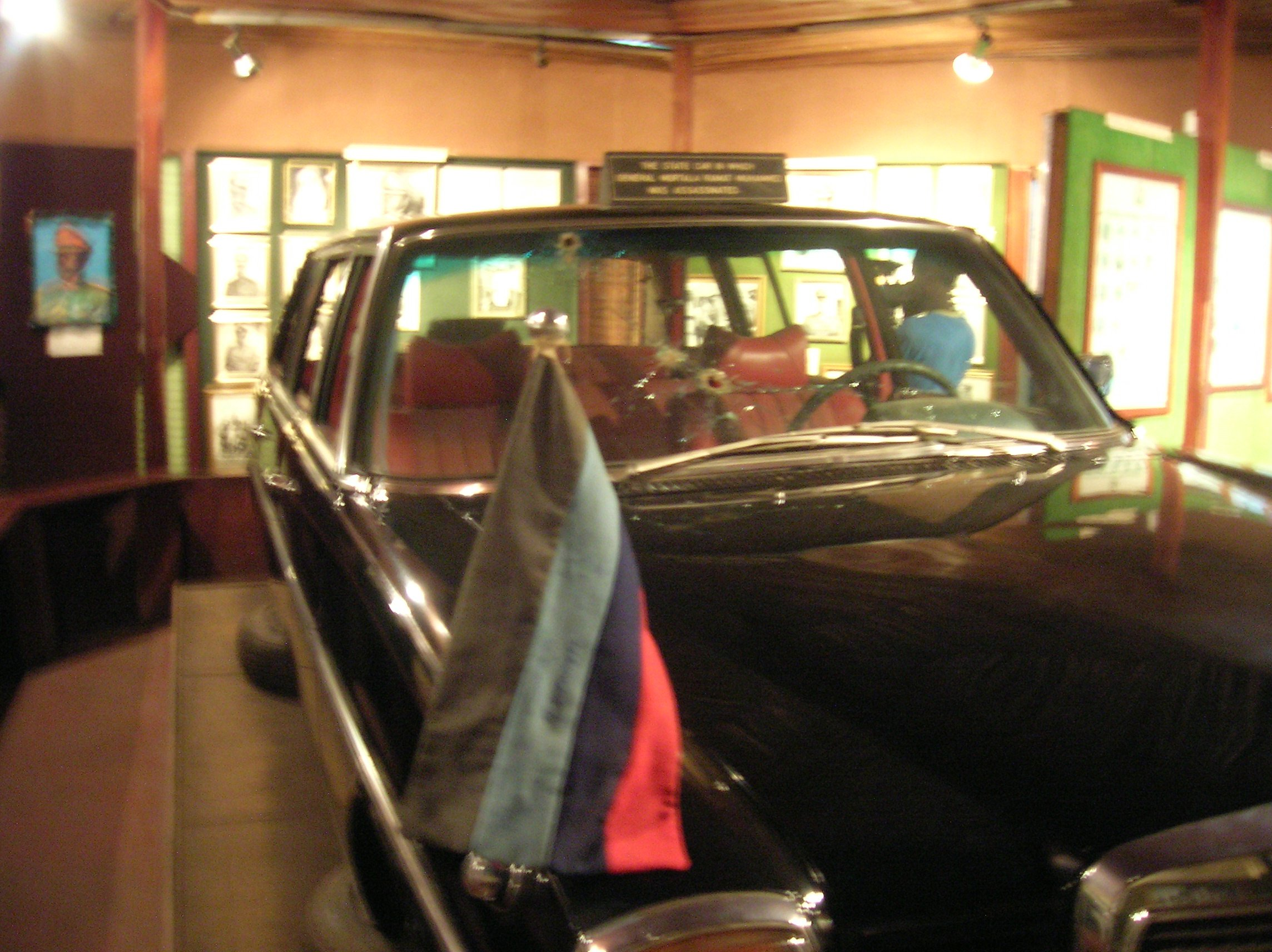
Мерседес-Бенц Муртали Мухаммеда після замаху

Коли президент Нігерії Якубу Говон в кінці липня 1975 відлетів на саміт Організації африканської єдності в Кампалу, група старших офіцерів на чолі з командувачем президентською гвардією полковником Джозефом Гарба організувала безкровний військовий переворот, підтриманий населенням. Сам Муртала Мухаммед відмовився грати в ньому активну роль, але обіцяв свою підтримку і допомогу в разі його провалу.
29 липня 1975 року був проголошений новим президентом Нігерії. Відразу замінив керівництво армії, флоту, ВПС, поліції і генерального штабу Нігерії та всіх 12 військових губернаторів штатів. Провів адміністративну реформу, в результаті чого число штатів Нігерії було збільшено з 12 до 19, націоналізував дві основні газети країни, національне радіо- і телемовлення, а також університети. Почав активну боротьбу з корупцією, скоротив число чиновників на 10000 і демобілізував з армії 100000 військовослужбовців. 12 з 25 міністерських постів були віддані цивільним особам. Почав перенесення столиці з Лагоса в центр країни, в Абуджу. У зовнішній політиці висловив повну підтримку ОПЕК і прорадянському уряду Анголи (Народний рух за звільнення Анголи), боровся з іноземною агресією і сепаратизмом.
З січня 1976 — «повний» (чотиризірковий) генерал.
13 лютого 1976 року, всього через шість місяців після приходу до влади, Муртала Мухаммед був розстріляний у своєму автомобілі в Лагосі, коли вранці їхав на роботу (до своєї охорони він завжди ставився формально, обмежуючись присутністю ординарця і ад'ютанта). Потім була зроблена невдала спроба державного перевороту, придушена начальником генштабу Нігерії генералом Олусегуном Обасанджо. Дуже швидко путчисти були арештовані і страчені (глава бунтівників і організатор вбивства президента, підполковник Бука Сука Дімка був розстріляний). В організації перевороту підозрювалися спецслужби США, Ізраїлю та Британії, посол останньої був висланий з країни.

## Додаткова інформація
Зайнявши пост глави держави, змінив своє друге ім'я «Руфай» на «Рамат», що більше відповідало нігерійському фольклору.

Дружина, Аджоке (з йоруба) — зубний лікар. П'ять дітей — Аїша, Закарі, Фатіма, Ріскуа Абба, Зеліха і Джуман.
Мав репутацію безстрашного, вольового, емоційного, чесного й імпульсивного офіцера, генерала і президента.
Його вважають одним з трьох національних героїв Нігерії.

## Пам'ять
- Після смерті Муртали відома африканська співачка Міріам Макеба написала про нього пісню.
- Міжнародний аеропорт Лагоса названий на його честь.
- Mercedes-Benz, в якому його було застрелено, виставлений як експонат в національній музеї в Лагосі.
- Його портрет зображений на банкноті номіналом 20 найр.
- У керівництво фонду його пам'яті, крім вдови і дітей, входять колишні президенти країни Олусегун Обасанджо та Ібрагім Бабангіда.